# Двигун Ford DLD
|                            | |
| Виробник:                  | Ford Stellantis |
| Тип:                       | L4, дизельний двигун |
| Робочий об'єм:             | - 1,4 л (1398 см3) - 1,5 л (1499 см3) - 1,6 л (1560 см3) - 1,8 л (1753 см3) см3                                                 |
| Екологічні норми:          | Euro 3 - Euro 6 |
| Хід поршня:                | 82 мм (3,23 дюйм) 88,3 мм (3,48 дюйм) мм                                                                                        |
| Діаметр циліндра:          | 73,7 мм (2,90 дюйм) 73,5 мм (2,89 дюйм) 75 мм (2,95 дюйм) 82,5 мм (3,25 дюйм) мм                                                |
| Система живлення:          | Common rail, пряме впорскування. Турбіна BorgWarner КP35 або Garrett GT1544V зі змінною геометрією. Деякі версії з інтеркулером |
| Охолодження:               | рідинне |
| Газорозподільний механізм: | SOHC 2 клапана x цил. DOHC 4 клапана x цил.                                                                                     |

DLD — це назва сімейства автомобільних двигунів — групи компактних рядних чотирициліндрових дизельних двигунів, розроблених Ford of Britain та PSA Group (Peugeot і Citroën), а також Mazda, де це називається MZ-CD або CiTD. Ford of Britain/PSA та спільне підприємство з виробництва DLD/DV було оголошено у вересні 1998 року. Половина загальної кількості двигунів виробляється на головному заводі Ford of Britain у Дагенхемі, Англія, та на заводі Ford у Ченнаї в Індії, інша половина на заводі PSA в Тремері у Франції.
Чотирирядні двигуни продаються під назвою DuraTorq TDCi компанією Ford і як HDi компанією Citroën і Peugeot. Mazda також використовує двигун DLD виробництва Ford у Mazda2 та Mazda3.
Офіційно в лінійці три сімейства двигунів:
- DLD-414 1,4 л зазвичай без інтеркулера
- DLD-415 1,5 л походить від 1,6 л
- DLD-415 1,6 л завжди має інтеркулер

Пізніше Ford додав свій неспоріднений двигун 1,8 л DLD-418 до сімейства DLD, хоча він належним чином є частиною сімейства двигунів Ford Endura-D.
У 2012 році Ford додав 1,5-літровий двигун, який був схожий на 1,6-літровий двигун.